# Takeshi Kamo
Takeshi Kamo (jap. 加茂 健 Kamo Takeshi; ur. 8 lutego 1915 w Hamamatsu, zm. 26 marca 2004 w Tokio) – japoński piłkarz, reprezentant kraju.

## Kariera klubowa
Od 1933 do 1936 roku występował w klubie Uniwersytetu Waseda.

## Kariera reprezentacyjna
Karierę reprezentacyjną rozpoczął w 1936 roku. W sumie w reprezentacji wystąpił w dwóch spotkaniach. Został powołany do kadry na Igrzyska Olimpijskie 1936.
Jego brat Shōgo Kamo również był piłkarzem, który wystąpił razem z nim na tych igrzyskach.

## Statystyki
| Reprezentacja Japonii | Reprezentacja Japonii | Reprezentacja Japonii |
| Rok                   | Mecze                 | Gole                  |
| --------------------- | --------------------- | --------------------- |
| 1936                  | 2                     | 0                     |
| Razem                 | 2                     | 0                     |